# Laliderer Spitze
De Laliderer Spitze (ook wel gespeld als Lalidererspitze) is een 2588 meter hoge bergtop in de Hinterautal-Vomper-keten in de Karwendel in de Oostenrijkse deelstaat Tirol.
De bergtop is vanuit het op 964 meter hoogte gelegen Scharnitz bereikbaar via een route die over het Hinterautal langs de Isar en de Kastenalm voert. Nabij de bergtop staat op 2495 meter hoogte een noodonderkomen dat gebruikt kan worden bij weersomslag.
Door de noordwand van de Laliderer Spitze en de nabijgelegen Laliderer Wand voeren tal van klimtochten. Een klassieke klimtocht is de Herzogkante (moeilijkheidsgraad IV), welke op 9 augustus 1911 voor het eerst door Otto, Christian en Paula Herzog werd gevolgd.